# Grande Prêmio da Bélgica de 2018
O Grande Prêmio da Bélgica de 2018 (formalmente denominado Fórmula 1 2018 Johnnie Walker Belgian Grand Prix) foi a décima terceira etapa da temporada de 2018 da Fórmula 1 disputada em 26 de agosto de 2018 no Circuito de Spa-Francorchamps, Spa, Bélgica e foi vencido por Sebastian Vettel da Ferrari.

## Relatórios

### Antecedentes
Racing Point Force India
A Federação Internacional de Automobilismo (FIA) aceitou uma nova inscrição para a equipe Force India, que passa a se chamar oficialmente Racing Point Force India - em vez de Sahara Force India - e, se por um lado garantiu sua participação na sequência do campeonato da Fórmula 1, por outro perdeu todos os pontos somados este ano com a nomenclatura antiga.
O imbróglio sobre a inscrição da Force India após a venda da equipe para o grupo liderado pelo bilionário canadense Lawrence Stroll, pai do piloto Lance Stroll, quase impediu a participação do time na prova deste fim de semana, em Spa-Francorchamps. Como um time não pode mudar de nome oficialmente durante a temporada, a única solução para garantir que Sergio Perez e Esteban Ocon corressem na Bélgica foi uma nova inscrição.
Apesar de a venda da Force India ter sido conclúida, o grupo de Stroll só adquiriu os ativos do time, como carros e outros bens, mas a antiga empresa, a Force India Limited, permaneceu detentora da inscrição na F1. Com isso, para os novos donos colocarem os carros na pista, seria necessária uma nova inscrição na categoria, como uma equipe nova, enquanto a empresa que detinha o ingresso na F1, não tinha mais os carros.
Por regulamento, uma equipe só pode mudar oficialmente de nome sem perder seus pontos somados no Mundial de Construtores e premiação caso todas as demais escuderias aprovem. Como três times (Williams, McLaren e Renault) não aceitaram, criou-se o impasse em relação ao novo nome da equipe. Enquanto isso, os novos donos da Force India tentavam resolver os próprios problemas de bastidores.
Com a autorização para inscrever o time com a nova nomenclatura, a Racing Point Force India resolveu um problema, mas não se livrou do outro, e não receberá a premiação pelo que vinha sendo conqustada por Perez e Ocon na pista, já que a antiga inscrição está anulada com efeito imediato - nas 12 primeiras etapas do ano, os dois marcaram 59 pontos, deixando o time na sexta posição entre dez escuderias.

### Treino Classificatório
Q1
A classificação começou sob a ameça de chova em 90%, que acabou não dando as caras. Quando pilotos deixaram os boxes, a maioria apostou em pneus supermacios (faixa supermacio). Apenas a dupla da Ferrari e Lewis Hamilton foram para a pista com o composto macio (faixa amarela).
Com 1m42s585, Kimi Raikkonen foi o mais veloz da primeira parte do treino, quase superando a marca da pole de 2017 de Hamilton, que é de 1m42s553.
Valtteri Bottas, que vai largar do fim do grid, já que foi punido pela troca de componentes do motor além do limite estabelecido, foi para a pista apenas para "cumprir tabela". Mesmo assim, ficou com o segundo melhor tempo da sessão, a + 0s220 do líder Kimi, e a frente de Hamilton, o terceiro, por 0s392.
Carlos Sainz, que no ano que vem troca a Renault pela McLaren, foi outra decepção do dia. O espanhol fo apenas o 16º, reclamando muito pelo rádio da falta de aderência do seu carro.
Dando seguimento à má fase de 2018, McLaren e Williams deram mais um vexame e ficaram com as quatro últimas colocações. Momento muito ruim para Vandoorne, que além de correr em casa e ter batido no terceiro treino livre após lance com Bottas, ainda corre o risco de perder a vaga na F1.
Eliminados: Carlos Sainz Jr. (Renault), Fernando Alonso (McLaren), Sergey Sirotkin (Williams), Lance Stroll (Williams) e Stoffel Vandoorne (McLaren).
Q2
Ainda sob ameaça de chuva, o Q2 começou com o céu ainda mais carregado do que na abertura do treino, mas com sol em alguns pontos da pista. Raikkonen logo de cara fez 1m41s627. A marca é a melhor do fim de semana, recorde da pista e, claro, e pulveriza o tempo de pole de 2017 de Hamilton (1m42s553).
Se no Q1 deu Raikkonen, no Q2 foi a vez de Vettel anotar um novo recorde da pista, com 1m41s501, garantindo o primeiro lugar na sessão que antecede a disputa da pole.
Bottas, sem ter muito o que fazer, deixou os boxes de pneus macios, já preparando uma estratégia diferente para a corrida no domingo. Na mesma situação, Hulkenberg sequer deixou a garagem.
Na metade da sessão, a chuva começou a cair em alguns pontos do circuito belga, obrigando os torcedores a se protegerem.
O único incidente foi causado por Brendon Hartley, que rodou na "La Source", o grampo na curva 1, causando bandeira amarela no primeiro setor. Contudo, o piloto retornou para os boxes sem danos no carro.
Eliminados: Pierre Gasly (Toro Rosso), Brendon Hartley (Toro Rosso), Charles Leclerc (Sauber), Marcus Ericsson (Sauber) e Nico Hülkenberg (Renault).
Q3
Apesar da chuva do Q2, todos os pilotos optaram por deixar os boxes com pneus de pista seca para a disputa da pole. Mas a chuva começou a cair mais forte. A primeira vítima foi Valtteri Bottas, que perdeu o controle do carro e rodou, saindo da pista. Contudo, o finlandês conseguiu retornar a pista sem danos no carro. Após o episódio, os pilotos retornaram aos boxes para colocar pneus intermediários.
Em seguida o que se viu foi uma queda de braço entre pilotos e carros para não perder o controle e sair da pista. Com a chuva mais fraca e o traçado secando, os tempos começaram a baixar.
Vettel anotou 2m01s188 e se tornou o homem a ser batido. Mas Lewis Hamilton desbancou o rival da Ferrari ao cravar 1m58s179.

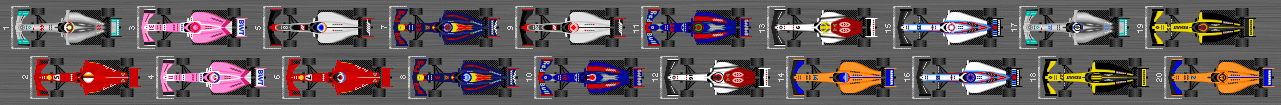
Grid de Largada

### Corrida
A largada foi tensa para Fernando Alonso, que decolou após ter sido acertado em cheio por Nico Hülkenberg e passou por cima pelo carro de Charles Leclerc, chegando a tocar com a roda no halo da Sauber do monegasco. Hamilton manteve a liderança nos primeiros metros, mas não resistiu ao melhor ritmo de Vettel e perdeu a posição no fim da reta Kemmel. Por dentro, Esteban Ocon também tentou passar Lewis, mas o tetracampeão fechou a porta e o francês foi ultrapassado por Sergio Pérez.
Ainda no fim do pelotão, Valtteri Bottas acertou a traseira da Williams de Lance Stroll. Daniel Ricciardo e Kimi Räikkönen também se envolveram em um contato, após o piloto da Red Bull acertar a traseira do finlandês, que teve o pneu traseiro direito furado e danos na asa. Logo depois, o safety-car foi acionado e entrou na pista.
O safety-car voltou aos boxes, e a bandeira verde tremulou novamente na quinta volta. Hamilton encostou muito em Vettel na Bus Stop e teve de travar a roda dianteira direita. O alemão determinou o ritmo e abriu vantagem na relargada, com as Force India de Pérez e Ocon vindo em terceiro e quarto, respectivamente, e Verstappen fechando a lista dos cinco primeiros. Sergey Sirotkin, na esteira de tantas confusões, aparecia em nono lugar, com Ericsson em décimo.
O 'Mar Laranja' vibrava com a ultrapassagem de Verstappen sobre Ocon, na entrada da Les Combes durante a sétima volta. E Bottas fazia manobra sensacional: por fora, mergulhou na Eau Rouge e ganhou no braço a posição de Brendon Hartley, subindo para 13º. Räikkönen, por sua vez, continuava com problemas e parava novamente nos boxes para fazer um ajuste na asa traseira. Na volta seguinte, o 'Homem de Gelo' era mais um a abandonar a prova.
Com ritmo muito melhor em relação à Force India, Verstappen aproveitou a potência na reta Kemmel e passou Pérez para tomar o terceiro lugar. Com Ricciardo e Bottas ainda longe das primeiras colocações, o pódio parecia já estar definido em Spa. Hamilton não mostrava, na primeira parte da corrida, ter condições de brigar com Vettel pela vitória em Spa.
Diante de tamanho domínio de Vettel, Hamilton só teria chance de vencer em dois cenários: um problema com o alemão ou o 'pulo do gato' na estratégia de pit-stop. Mas o fato era que o desenrolar do GP da Bélgica mostrava ser bastante modorrento. Apenas Bottas, com um equipamento muito melhor que a maioria do grid, fazia acontecer alguma movimentação e subia para oitavo depois de passar Marcus Ericsson e Pierre Gasly.
Na volta 22, Hamilton foi o primeiro dos líderes a fazer a troca de pneus, mudando dos supermacios para os macios. Vettel foi chamado pela Ferrari em seguida. Aí os dois primeiros teriam metade da corrida para acelerar com os compostos amarelos. Hamilton acelerou forte logo após o pit-stop e voltou mais próximo a Vettel, ainda mais depois de ter feito a ultrapassagem sobre Verstappen, que ainda não tinha feito sua parada.
Voltas depois, Vettel já retomava a vantagem de 3s3 que ostentava para Hamilton antes do pit-stop e tinha a vitória praticamente encaminhada em Spa.
Em seguida, a Red Bull chamava Ricciardo para os boxes para abandonar a corrida. O australiano vinha em 16º e último lugar, com uma volta atrás do líder, e não fazia sentido continuar na pista por não haver a perspectiva de pontos neste domingo. Na volta seguinte, a 32, Bottas fazia mais uma ultrapassagem e conquistava a quinta posição após superar Ocon. O quarto lugar era questão de tempo e foi conquistado pelo nórdico no giro 41.
Aí o resultado final ficou praticamente definido, restando apenas as voltas finais para que a Ferrari confirmasse a vitória triunfal de Vettel, que voltou das férias mais forte do que nunca para lutar até o fim contra Hamilton pelo pentacampeonato mundial de F1.

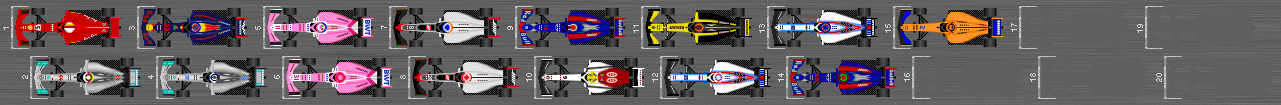
Resultado da corrida

## Pneus
| Nome do composto | Cor | Banda de rolamento | Condições de Tempo | Dry Type                           | Aderência | Longevidade |
| ---------------- | --- | ------------------ | ------------------ | ---------------------------------- | --------- | ----------- |
| Super Macio      |     | Slick (P Zero)     | Seco               | Supersoft                          | Médio     | Médio       |
| Macio            |     | Slick (P Zero)     | Seco               | Soft                               | Médio     | Médio       |
| Médio            |     | Slick (P Zero)     | Seco               | Medium                             | Médio     | Médio       |
| Intermediário    |     | Sulcos (Cinturato) | Molhado            | Intermediate (água não estagnante) | —         | —           |
| Chuva            |     | Sulcos (Cinturato) | Molhado            | Wet (água estagnante)              | —         | —           |

| Escolhas de Pneus de cada piloto para o GP da Bélgica: | Escolhas de Pneus de cada piloto para o GP da Bélgica: | Escolhas de Pneus de cada piloto para o GP da Bélgica: | Escolhas de Pneus de cada piloto para o GP da Bélgica: | Escolhas de Pneus de cada piloto para o GP da Bélgica: | Escolhas de Pneus de cada piloto para o GP da Bélgica: |
| ------------------------------------------------------ | ------------------------------------------------------ | ------------------------------------------------------ | ------------------------------------------------------ | ------------------------------------------------------ | ------------------------------------------------------ |
| Nº                                                     | Pilotos                                                | Equipe(s)                                              | Medio                                                  | Macio                                                  | Super Macio                                            |
| 44                                                     | Lewis Hamilton                                         | Mercedes                                               |                                                        |                                                        |                                                        |
| 77                                                     | Valtteri Bottas                                        | Mercedes                                               |                                                        |                                                        |                                                        |
| 5                                                      | Sebastian Vettel                                       | Ferrari                                                |                                                        |                                                        |                                                        |
| 7                                                      | Kimi Räikkönen                                         | Ferrari                                                |                                                        |                                                        |                                                        |
| 3                                                      | Daniel Ricciardo                                       | Red Bull-TAG Heuer                                     |                                                        |                                                        |                                                        |
| 33                                                     | Max Verstappen                                         | Red Bull-TAG Heuer                                     |                                                        |                                                        |                                                        |
| 11                                                     | Sergio Pérez                                           | Force India-Mercedes                                   |                                                        |                                                        |                                                        |
| 31                                                     | Esteban Ocon                                           | Force India-Mercedes                                   |                                                        |                                                        |                                                        |
| 18                                                     | Lance Stroll                                           | Williams-Mercedes                                      |                                                        |                                                        |                                                        |
| 35                                                     | Sergey Sirotkin                                        | Williams-Mercedes                                      |                                                        |                                                        |                                                        |
| 55                                                     | Carlos Sainz Jr.                                       | Renault                                                |                                                        |                                                        |                                                        |
| 27                                                     | Nico Hülkenberg                                        | Renault                                                |                                                        |                                                        |                                                        |
| 10                                                     | Pierre Gasly                                           | Toro Rosso-Honda                                       |                                                        |                                                        |                                                        |
| 28                                                     | Brendon Hartley                                        | Toro Rosso-Honda                                       |                                                        |                                                        |                                                        |
| 8                                                      | Romain Grosjean                                        | Haas-Ferrari                                           |                                                        |                                                        |                                                        |
| 20                                                     | Kevin Magnussen                                        | Haas-Ferrari                                           |                                                        |                                                        |                                                        |
| 14                                                     | Fernando Alonso                                        | McLaren-Renault                                        |                                                        |                                                        |                                                        |
| 2                                                      | Stoffel Vandoorne                                      | McLaren-Renault                                        |                                                        |                                                        |                                                        |
| 9                                                      | Marcus Ericsson                                        | Sauber-Ferrari                                         |                                                        |                                                        |                                                        |
| 16                                                     | Charles Leclerc                                        | Sauber-Ferrari                                         |                                                        |                                                        |                                                        |

## Resultados

### Treino Classificatório
| Pos.                     | Nº | Piloto            | Construtor            | Q1       | Q2         | Q3         | Grid |
| ------------------------ | -- | ----------------- | --------------------- | -------- | ---------- | ---------- | ---- |
| 1                        | 44 | Lewis Hamilton    | Mercedes              | 1:42.977 | 1:41.553   | 1:58.179   | 1    |
| 2                        | 5  | Sebastian Vettel  | Ferrari               | 1:43.035 | 1:41.501   | 1:58.905   | 2    |
| 3                        | 31 | Esteban Ocon      | Racing Point-Mercedes | 1:44.003 | 1:43.302   | 2:01.851   | 3    |
| 4                        | 11 | Sergio Pérez      | Racing Point-Mercedes | 1:44.004 | 1:43.014   | 2:01.894   | 4    |
| 5                        | 8  | Romain Grosjean   | Haas-Ferrari          | 1:43.597 | 1:43.042   | 2:02.122   | 5    |
| 6                        | 7  | Kimi Räikkönen    | Ferrari               | 1:42.585 | 1:41.533   | 2:02.671   | 6    |
| 7                        | 33 | Max Verstappen    | Red Bull-TAG Heuer    | 1:43.199 | 1:42.554   | 2:02.769   | 7    |
| 8                        | 3  | Daniel Ricciardo  | Red Bull-TAG Heuer    | 1:43.604 | 1:43.126   | 2:02.939   | 8    |
| 9                        | 20 | Kevin Magnussen   | Haas-Ferrari          | 1:43.834 | 1:43.320   | 2:04.933   | 9    |
| 10                       | 77 | Valtteri Bottas   | Mercedes              | 1:42.805 | 1:42.191   | Não largou | 17 1 |
| 11                       | 10 | Pierre Gasly      | Toro Rosso-Honda      | 1:44.221 | 1:43.844   | —          | 10   |
| 12                       | 28 | Brendon Hartley   | Toro Rosso-Honda      | 1:44.153 | 1:43.865   | —          | 11   |
| 13                       | 16 | Charles Leclerc   | Sauber-Ferrari        | 1:43.654 | 1:44.062   | —          | 12   |
| 14                       | 9  | Marcus Ericsson   | Sauber-Ferrari        | 1:43.846 | 1:44.301   | —          | 13   |
| 15                       | 27 | Nico Hülkenberg   | Renault               | 1:44.145 | Não largou | —          | 18 1 |
| 16                       | 55 | Carlos Sainz Jr.  | Renault               | 1:44.489 | —          | —          | 19 1 |
| 17                       | 14 | Fernando Alonso   | McLaren-Renault       | 1:44.917 | —          | —          | 14   |
| 18                       | 35 | Sergey Sirotkin   | Williams-Mercedes     | 1:44.998 | —          | —          | 15   |
| 19                       | 18 | Lance Stroll      | Williams-Mercedes     | 1:45.134 | —          | —          | 16   |
| 20                       | 2  | Stoffel Vandoorne | McLaren-Renault       | 1:45.307 | —          | —          | 20 1 |
| Tempo dos 107%: 2:06.451 |    |                   |                       |          |            |            |      |
| Fonte:                   |    |                   |                       |          |            |            |      |

Notas
- ↑1  – Valtteri Bottas (Mercedes), Nico Hülkenberg (Renault), Carlos Sainz Jr. (Renault) e Stoffel Vandoorne (McLaren) foram punidos por passaram do limite de peças do motor da temporada e, por isso, terão de largar do fim do grid.

### Corrida
| Pos.   | Nu. | Piloto            | Construtor            | Voltas | Tempo/Retirado                  | Grid | Pontos |
| ------ | --- | ----------------- | --------------------- | ------ | ------------------------------- | ---- | ------ |
| 1      | 5   | Sebastian Vettel  | Ferrari               | 44     | 1:23:34.476                     | 2    | 25     |
| 2      | 44  | Lewis Hamilton    | Mercedes              | 44     | +11.061s                        | 1    | 18     |
| 3      | 33  | Max Verstappen    | Red Bull-TAG Heuer    | 44     | +31.372s                        | 7    | 15     |
| 4      | 77  | Valtteri Bottas   | Mercedes              | 44     | +68.605s 2                      | 17   | 12     |
| 5      | 11  | Sergio Pérez      | Racing Point-Mercedes | 44     | +71.023s                        | 4    | 10     |
| 6      | 31  | Esteban Ocon      | Racing Point-Mercedes | 44     | +79.520s                        | 3    | 8      |
| 7      | 8   | Romain Grosjean   | Haas-Ferrari          | 44     | +85.953s                        | 5    | 6      |
| 8      | 20  | Kevin Magnussen   | Haas-Ferrari          | 44     | +87.639s                        | 6    | 4      |
| 9      | 10  | Pierre Gasly      | Toro Rosso-Honda      | 44     | +105.892s                       | 10   | 2      |
| 10     | 9   | Marcus Ericsson   | Sauber-Ferrari        | 43     | +1 volta                        | 13   | 1      |
| 11     | 55  | Carlos Sainz Jr.  | Renault               | 43     | +1 volta                        | 19   |        |
| 12     | 35  | Sergey Sirotkin   | Williams-Mercedes     | 43     | +1 volta                        | 15   |        |
| 13     | 18  | Lance Stroll      | Williams-Mercedes     | 43     | +1 volta                        | 16   |        |
| 14     | 28  | Brendon Hartley   | Toro Rosso-Honda      | 43     | +1 volta                        | 11   |        |
| 15     | 2   | Stoffel Vandoorne | McLaren-Renault       | 43     | +1 volta                        | 20   |        |
| Ret    | 3   | Daniel Ricciardo  | Red Bull-TAG Heuer    | 28     | Asa traseira / Danos da colisão | 8    |        |
| Ret    | 7   | Kimi Räikkönen    | Ferrari               | 8      | Pneu furado / Danos da colisão  | 6    |        |
| Ret    | 16  | Charles Leclerc   | Sauber-Ferrari        | 0      | Colisão                         | 12   |        |
| Ret    | 14  | Fernando Alonso   | McLaren-Renault       | 0      | Colisão                         | 14   |        |
| Ret    | 27  | Nico Hülkenberg   | Renault               | 0      | Colisão                         | 18   |        |
| Fonte: |     |                   |                       |        |                                 |      |        |

Notas
- ↑2  – Valtteri Bottas (Mercedes) recebeu uma penalidade de 5 segundos a mais no seu tempo final de corrida, por causar da colisão Sergey Sirotkin (Williams).

## Curiosidade
- Sebastian Vettel superou o número de vitorias de Alain Prost (51) na Fórmula 1, agora se tornou o terceiro maior vencedor da história da categoria com 52 vitórias.
- Foi a primeira vitória da Ferrari na Bélgica desde 2009 na vitória de Kimi Raikkonen.
- Foi o sétimo pódio de Lewis Hamilton na Bélgica, mas, apenas a sua primeira vez terminando em segundo lugar.
- Com o Racing Point Force India F1 Team iniciando o Grande Prêmio com zero pontos, eles já superaram a Williams na classificação de construtores, e estão a apenas um ponto da Sauber depois de sair do fim de semana com 18 pontos.
- Kevin Magnussen marca seus primeiros pontos na Bélgica com o oitavo lugar.
- Foi a primeira vez na carreira de Pierre Gasly que ele marcou pontos em corridas consecutivas.

Fonte:

## Voltas na Liderança
- Commons

| Nº de Voltas | Piloto           | Voltas |
| ------------ | ---------------- | ------ |
| 44           | Sebastian Vettel | 1-44   |

## 2018DHLFastest Pit Stop Award

### Resultado
| 1      | 5  | Sebastian Vettel  | Ferrari            | 2.29 | 25 |
| 2      | 35 | Sergey Sirotkin   | Williams-Mercedes  | 2.32 | 18 |
| 3      | 9  | Marcus Ericsson   | Sauber-Ferrari     | 2.45 | 15 |
| 4      | 10 | Pierre Gasly      | Toro Rosso-Honda   | 2.47 | 12 |
| 5      | 33 | Max Verstappen    | Red Bull-TAG Heuer | 2.55 | 10 |
| 6      | 77 | Valtteri Bottas   | Mercedes           | 2.62 | 8  |
| 7      | 2  | Stoffel Vandoorne | McLaren-Renault    | 2.67 | 6  |
| 8      | 28 | Brendon Hartley   | Toro Rosso-Honda   | 2.71 | 4  |
| 9      | 44 | Lewis Hamilton    | Mercedes           | 2.79 | 2  |
| 10     | 18 | Lance Stroll      | Williams-Mercedes  | 2.94 | 1  |
| Fonte: |    |                   |                    |      |    |

### Classificação
| Tabela do DHL Fastest Pit Stop Award \| Pos \| Construtor \| Pontos \| Var \| \| --- \| --------------------------------- \| ------ \| ------- \| \| 1 \| Red Bull-TAG Heuer \| 331 \| Estável \| \| 2 \| Ferrari \| 206 \| Estável \| \| 3 \| Sauber-Ferrari \| 176 \| Estável \| \| 4 \| Williams-Mercedes \| 173 \| 1 \| \| 5 \| Mercedes \| 171 \| 1 \| \| 6 \| Toro Rosso-Honda \| 87 \| 1 \| \| 7 \| McLaren-Renault \| 83 \| 1 \| \| 8 \| Haas-Ferrari \| 24 \| 1 \| \| 9 \| Renault \| 20 \| 1 \| \| 10 \| Racing Point Force India-Mercedes \| 0 \| Estável \| \| EX \| Force India-Mercedes \| 0 (42) \| Baixa \| |                                   |        |         |
| Pos | Construtor                        | Pontos | Var     |
| 1 | Red Bull-TAG Heuer                | 331    | Estável |
| 2 | Ferrari                           | 206    | Estável |
| 3 | Sauber-Ferrari                    | 176    | Estável |
| 4 | Williams-Mercedes                 | 173    | 1       |
| 5 | Mercedes                          | 171    | 1       |
| 6 | Toro Rosso-Honda                  | 87     | 1       |
| 7 | McLaren-Renault                   | 83     | 1       |
| 8 | Haas-Ferrari                      | 24     | 1       |
| 9 | Renault                           | 20     | 1       |
| 10 | Racing Point Force India-Mercedes | 0      | Estável |
| EX | Force India-Mercedes              | 0 (42) | Baixa   |

## Tabela do campeonato após a corrida
Somente as cinco primeiras posições estão incluídas nas tabelas.
| Pos | Piloto           | Pontos | Var     |
| --- | ---------------- | ------ | ------- |
| 1   | Lewis Hamilton   | 231    | Estável |
| 2   | Sebastian Vettel | 214    | Estável |
| 3   | Kimi Raikkonen   | 146    | Estável |
| 4   | Valtteri Bottas  | 144    | Estável |
| 5   | Max Verstappen   | 120    | 1       |

| Pos | Construtor         | Pontos | Var     |
| --- | ------------------ | ------ | ------- |
| 1   | Mercedes           | 375    | Estável |
| 2   | Ferrari            | 360    | Estável |
| 3   | Red Bull-TAG Heuer | 238    | Estável |
| 4   | Renault            | 82     | Estável |
| 5   | Haas-Ferrari       | 76     | Estável |